# Vladimir Michailovich Alekseev
Wladimir Michailowitsch Alexejew em russo:  Владимир Михайлович Алексеев; Bykovo, 17 de junho de 1932 – 1 de dezembro de 1980) foi um matemático russo.
Foi palestrante do Congresso Internacional de Matemáticos em [[Nice (1970 - Sur l´allure finale du mouvement dans le problème de trois corps).

## Obras
- Symbolische Dynamik (em russo), Kiew 1976
- com V. M. Tikhomirov, S. Fomin: Optimal Control, Nova Iorque: Consultants Bureau 1987
- com G Kušnirenko, J. Szűcs, A. Katok: Thirteen papers on dynamical systems, American Mathematical Society 1981
- com E. M. Galeev, V. M. Tikhomirov: Recueil de problèmes do̕ptimisation, Moscou, MIR 1987